# Ruprechtov
Ruprechtov je obec v okrese Vyškov v Jihomoravském kraji. Žije zde 640 obyvatel.

## Historie

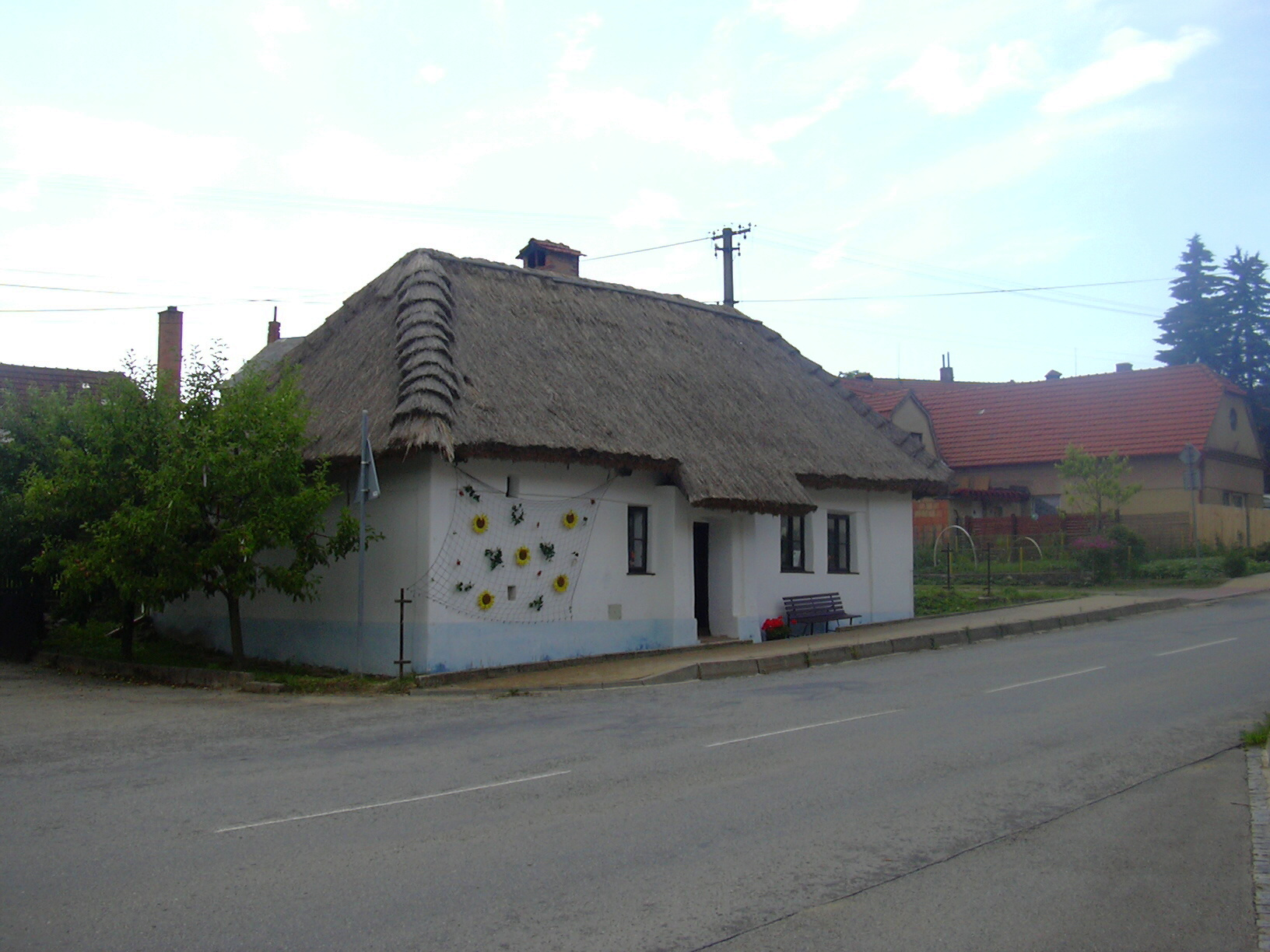
Došková chalupa (2008)

První písemná zmínka o obci pochází z roku 1446 (v seznamu vsí račického panství). K roku 1511 je doložena podoba názvu Ruprechtow.

## Obyvatelstvo

### Struktura
V obci k počátku roku 2016 žilo celkem 605  obyvatel. Z nich bylo 300  mužů a 305 žen. Průměrný věk obyvatel obce dosahoval 41,2% let. Dle Sčítání lidu, domů a bytů provedeném v roce 2011, kdy v obci žilo 570  lidí. Nejvíce z nich bylo (14,9%) obyvatel ve věku od 30 do 39  let. Děti do 14 let věku tvořily 13,9% obyvatel a senioři nad 70 let úhrnem 6,3%. Z celkem 491  občanů obce starších 15 let mělo vzdělání 35,8% střední vč. vyučení (bez maturity). Počet vysokoškoláků dosahoval 10,6% a bez vzdělání bylo naopak 0,4% obyvatel. Z cenzu dále vyplývá, že ve městě žilo 290 ekonomicky aktivních občanů. Celkem 87,6% z nich se řadilo mezi zaměstnané, z nichž 67,2% patřilo mezi zaměstnance, 2,4% k zaměstnavatelům a zbytek pracoval na vlastní účet. Oproti tomu celých 46,3% občanů nebylo ekonomicky aktivní (to jsou například nepracující důchodci či žáci, studenti nebo učni) a zbytek svou ekonomickou aktivitu uvést nechtěl. Úhrnem 242 obyvatel obce (což je 42,5%), se hlásilo k české národnosti. Dále 164 obyvatel bylo Moravanů a 3 Slováků. Celých 222 obyvatel obce však svou národnost neuvedlo.
Vývoj počtu obyvatel za celou obec i za jeho jednotlivé části uvádí tabulka níže, ve které se zobrazuje i příslušnost jednotlivých částí k obci či následné odtržení.
| Místní části   | Místní části    | 1791 | 1834 | 1869 | 1880 | 1890 | 1900 | 1910 | 1921 | 1930 | 1950 | 1961 | 1970 | 1980 | 1991 | 2001 | 2011 | 2021 |
| -------------- | --------------- | ---- | ---- | ---- | ---- | ---- | ---- | ---- | ---- | ---- | ---- | ---- | ---- | ---- | ---- | ---- | ---- | ---- |
| Počet obyvatel | část Ruprechtov | 520  | 909  | 1065 | 1065 | 1173 | 1287 | 1237 | 1096 | 1014 | 794  | 800  | 739  | 689  | 566  | 554  | 570  | 604  |
| Počet domů     | část Ruprechtov | 74   | 144  | 155  | 165  | 180  | 192  | 197  | 200  | 221  | 232  | 211  | 196  | 185  | 220  | 212  | 224  | 233  |

### Náboženský život
Obec je sídlem římskokatolické farnosti Krásensko. Ta je součástí děkanátu Vyškov - Olomoucké arcidiecéze v Moravské provincii. Při censu prováděném v roce 2011 se 233 obyvatel obce (41%) označilo za věřící. Z tohoto počtu se 184 hlásilo k církvi či náboženské obci, a sice 144 obyvatel k římskokatolické církvi (25% ze všech obyvatel obce),dále 31 k Církvi československé husitské a 1 k českobratrským evangelíkům. Úhrnem 115 obyvatel se označilo bez náboženské víry a 222 lidí odmítlo na otázku své náboženské víry odpovědět.

## Obecní správa

### Obecní symboly
Znak a vlajka byly obci uděleny rozhodnutím předsedy Poslanecké sněmovny Parlamentu České republiky dne 18. března 2003.

## Pamětihodnosti
- Větrný mlýn
- Kostel svatého Václava
- Došková chalupa
- Kříž u silnice z Podomí
- Krucifix na návsi u zvoničky
- Krucifix u silnice na Ježkovice
- Socha svatého Norberta
- Zřícenina hradu Kuchlov
- Zaniklá středověká osada Hamlíkov
- Zaniklá středověká osada Vilémov
- Tři smrky
- Do správního území obce zasahuje část přírodní památky Rakovecké stráně a údolí bledulí.

## Rodáci a další osobnosti
- Alois Šebela rodák z Ruprechtova
- Alois Gryc rodák z Ruprechtova
- Josef Šebela rodák z Ruprechtova
- Stanislav Gottwald rodák z Ruprechtova
- František Opletal rodák z Podomí/Ruprechtov